# American Type Founders

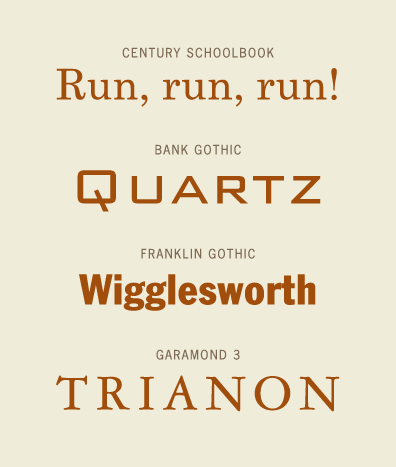
ATF-Schriften von Morris Fuller Benton: Century Schoolbook, Bank Gothic, Franklin Gothic und Garamond 3

American Type Founders (übersetzt: Amerikanische Schriftgießereien; Abkürzung: ATF) war ein Zusammenschluss von 23 amerikanischen Bleisatz-Schriftgießereien. Bis in die 1930er-Jahre hinein zählte die ATF zu den weltweit größten Schriftanbietern. Maßgeblich geprägt wurde das Schriften-Programm der ATF von dem bekannten Schriftentwerfer Morris Fuller Benton. Bekannte ATF-Schriften sind unter anderem Franklin Gothic, Hobo, Century Schoolbook und Goudy Old Style. Aufgrund der veränderten Marktlage bereits in der ersten Hälfte des 20. Jahrhunderts zunehmend in Bedrängnis, löste sich das Unternehmen im Jahr 1993 endgültig auf.

## Geschichte
Die American Type Founders (Kürzel: ATF) entstand 1892 als Zusammenschluss von 23 – vorwiegend an der Ostküste sowie im Mittelwesten ansässigen – amerikanischen Schriftgießereien. In den Folgejahrzehnten traten dem Zusammenschluss weitere Unternehmen bei; andere schlossen mit der ATF Vertriebs- oder Lizenzabkommen. Ein wesentliches Motiv für die vollzogene Firmenkonzentration war der sinkende Absatz für Handsatz-Schriften – bedingt durch das Aufkommen der (vor allem von den Unternehmen Linotype und Monotype forcierten) Setzmaschinen. An der ATF-Gründung beteiligte Firmen waren unter anderem:
- aus New York City: James Conner’s Sons, P. A. Heinrich und A. W. Lindsay
- aus Philadelphia: MacKellar, Smiths, & Jordan Co., Collins & M'Leester sowie Binny & Ronaldson
- aus Boston: Dickinson Type Foundry sowie deren Tochterunternehmen Phelps, Dalton, & Co.
- aus Buffalo: Lyman & Son
- aus Baltimore: Charles J. Carey & Co., The John Ryan Co., J. G. Mengel & Co. und Hooper, Wilson & Co.
- aus Cincinnati: Allison & Smith und Cincinnati Type Foundry
- aus Cleveland: Cleveland Type Foundry of H. H. Thorpe
- aus Chicago: Marder, Luse, & Co. und Union Type Foundry
- aus Milwaukee: Benton, Waldo & Co.
- aus Kansas City: Kansas City Type Foundry
- aus San Francisco: Palmer & Rey

Der erste Schriftmuster-Katalog erschien im Jahr 1895. 1903 eröffnete die ATF ihre Zentrale in Jersey City, New Jersey. In Sachen Sortiment setzte die Leitung des nunmehr unter einem Firmendach agierenden Zusammenschlusses auf eine Bündelung sowie Ausdifferenzierung des vorhandenen Angebots. Die Produktion redundanter Schriften – eine Folge des heterogenen Angebots der in der ATF zusammengegangenen Einzelgießereien – wurde eingestellt, erfolgreiche hingegen zusammengefasst und in Form kompakter Schriftfamilien neu vermarktet. Kreativer Kopf des Unternehmens und als künstlerischer Leiter verantwortlich für das Programm war Morris Fuller Benton. Während Morris Fuller schwerpunktmäßig für das kreative Profil der ATF zuständig war, brachte sein Vater, der in die Gründung der ATF mit involvierte Typograf und Erfinder Linn Boyd Benton, einige pantografietechnische Innovationen auf den Weg, mit deren Hilfe die optische Qualität und Lesbarkeit der einzelnen Schriftgrößen optimiert wurde.

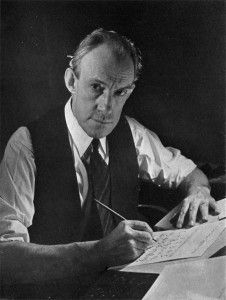
Oswald Cooper

Erfolg sowie – damit einhergehend – der gute Ruf der ATF gründete sich wesentlich mit auf die Qualität der vertriebenen Schriften sowie das Ansehen der typografisch Verantwortlichen. Leiter des Schriftprogramms war ab 1900 der – vier Jahre zuvor als Assistent seines Vaters in das Unternehmen eingestiegene – Schriftgestalter Morris Fuller Benton. Benton entwarf für die ATF eine Reihe Schriften, welche bis heute zu den Standards der US-amerikanischen Typografie zählen: Franklin Gothic, Alternate Gothic, Bank Gothic, Cheltenham, Century Schoolbook, Hobo sowie hauseigene Versionen der Schrift-Klassiker Garamond und Bodoni. Ebenso wie die Garamond-Versionen anderer großer Anbieter basierte auch die der ATF auf einer Schriftvorlagen des französischen Stempelschneiders Jean Jannon – ein Irrtum, der erst in den 1920ern aufgeklärt werden konnte. Weitere Schriftgestalter wie etwa Frederic Goudy, Warren Chappell, Oswald Cooper und Joseph B. Phinney stockten das ATF-Angebot auf – teilweise mit Schriften, die ebenfalls bis heute zu den Klassikern der US-Typografie zählen wie beispielsweise die beiden Goudy-Schriften Copperplate und Goudy Old Style.

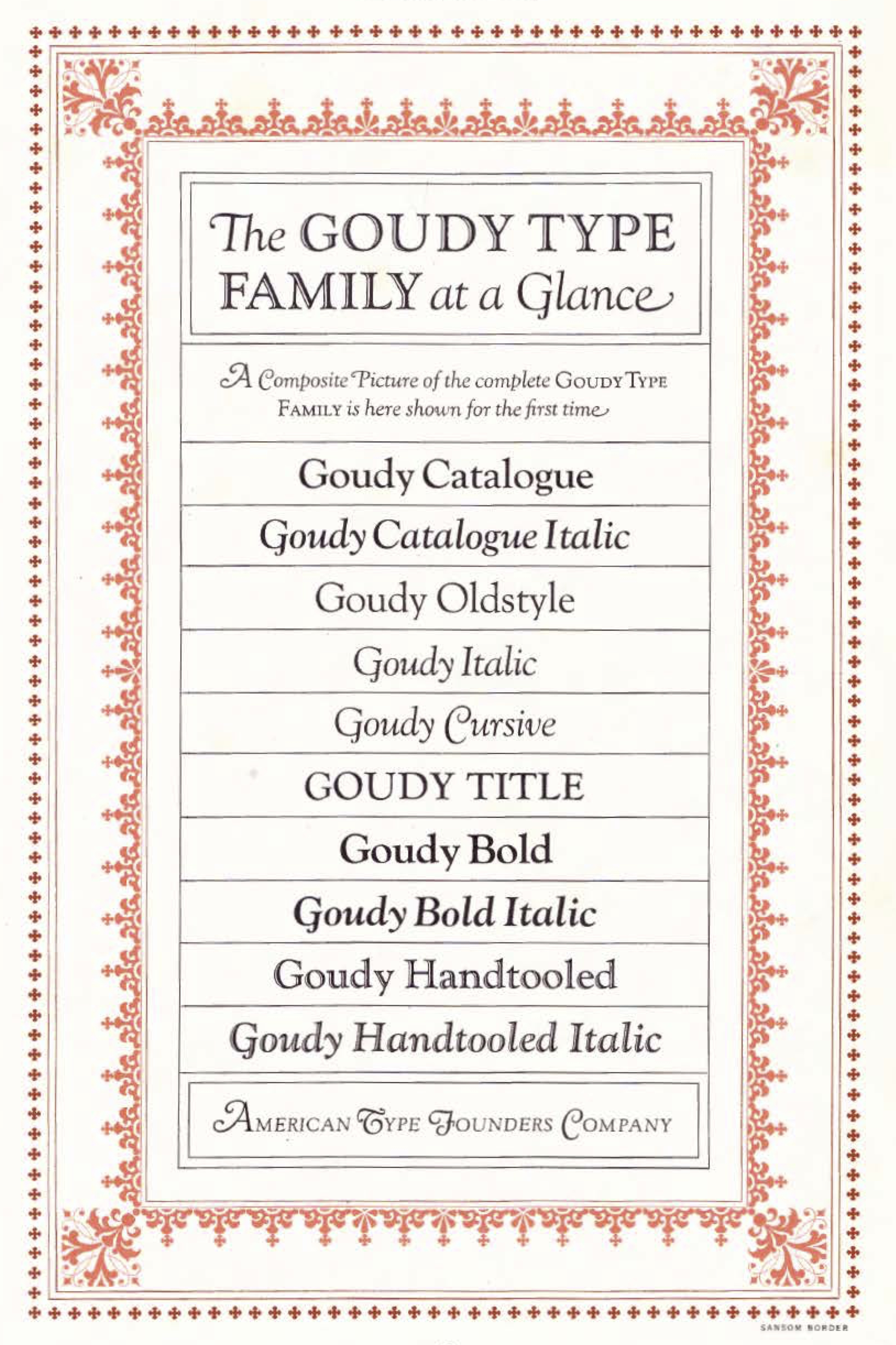
Seite aus dem Schriftmuster-Katalog von 1923

Über mehrere Jahrzehnte erreichte die ATF auf dem amerikanischen Markt eine Quasi-Monopolstellung: Aufgrund seiner flächendeckenden Präsenz deckte der Zusammenschluss bald rund 85 Prozent des Bleisatz-Schriftenbedarfs in den USA ab. Ein Ausdruck der marktbeherrschenden Situation, welche die ATF zwischenzeitlich erreicht hatte, war der Schriftmuster-Katalog aus dem Jahr 1923 – ein Renommierprodukt mit über 1100 Seiten und durchgängig in Farbe gedruckt. Im Zug der Weltwirtschaftskrise ab 1929 brachen die Umsätze des Unternehmens rapide ein. Der Schriften-Absatz ging deutlich zurück; zusätzlich stellte sich heraus, dass die Infrastruktur stark überdehnt war. 1933 meldete die ATF Konkurs an. Aufgrund einschneidender Verschlankungsmaßnahmen konnte sich American Type Founders über die Depressionsjahre hinüberretten. Eine weitere Veränderung: Firmenmitbegründer Linn Boyd Benton und sein Sohn Morris Fuller Benton zogen sich in den 1930ern aus dem aktiven Unternehmensgeschäft zurück.
Ungeachtet der Konsolidierung in den 1930er-Jahren gelang es dem Unternehmen nicht mehr, seine frühere Position zurückzuerlangen. Patricia Cost, Verfasserin eines Buchtitels über Vater und Sohn Benton sowie die Entwicklung der ATF, benannte 1994 in einem längeren Fachartikel für das Branchen-Periodikum ALPHA auch interne Gründe für den schleichenden Niedergang der ATF. Ebenso wie die ungünstige Wirtschaftslage habe auch eine Überalterung des Managements, mangelnde Nachwuchspflege sowie die damit verbundene Unwilligkeit, strukturelle Veränderungen vorzunehmen, diese Entwicklung forciert. 1959 schließlich wurde die ATF von dem Maschinenhersteller Whitin Machine Works aufgekauft. Versuche, sich in dem aufkommenden Markt für Fotosatzmaschinen zu etablieren, konnten den Niedergang des Unternehmens nicht aufhalten. 1986 ging die Firma in den Besitz des Folienpräge-Unternehmens Kingsley über und firmierte im Anschluss unter der Labelbezeichnung Kingsley-ATF. 1993 wurde die Produktion endgültig eingestellt und ein Teil des Inventars – darunter auch die Matern für den Schriftguss – auf einer Auktion versteigert.

## Analoger und digitaler Nachlass
Ein früher Seitenzweig der ATF war die ATF Library & Museum. Unter der Ägide des Fotografen Henry Lewis Bullen archivierte sie Drucke, Schriftmuster sowie Manuskripte und Aufzeichnungen. Bis 1933 ansässig in der Firmenzentrale in Jersey City, diente sie zum einen als Referenzsammlung für das Unternehmen selbst, zum anderen als kulturelle Einrichtung zur Pflege der Druckkultur. Nach dem Konkurs 1933 zum Verkauf anstehend, wurden die Bestände 1941 von der New Yorker Columbia University übernommen und als universitätseigene Sammlung weiter zur Verfügung gestellt.
Die Schriften aus dem Bestand der ATF wurden bereits im 20. Jahrhundert von unterschiedlichen Distributoren lizenziert und entsprechend weitervertrieben – darunter Linotype, Monotype, Adobe und dem deutschen Hersteller URW. Eine Reihe ATF-Schriften zählt zu den Klassikern des 20. Jahrhunderts; das vom Schriftvertrieb FontShop vorgenommene Ranking Die 100 besten Schriften aus dem Jahr 2007 etwa führt in seiner Zusammenstellung die ATF-Schriften Franklin Gothic, Bank Gothic, Copperplate und News Gothic mit auf. Die Franklin Gothic gilt darüber hinaus als die bekannteste amerikanische Serifenlose sowie als Paradebeispiel der Schriftklassifikations-Untergruppe Amerikanische Grotesk. Der digitalen Weiterpflege des ATF-Schriftbestands widmen sich auch einige kleinere amerikanische Schriften-Vertriebe wie beispielsweise P22 oder Red Rooster Collection. Speziell auf die Neuauflage klassischer ATF-Schriften kapriziert hat sich das von einer Firma in Berkeley, Kalifornien betriebene Schriften-Label The ATF Collection.